# Besut
Huyện Besut là một huyện thuộc bang Terengganu của Malaysia. Huyện Besut có dân số thời điểm năm 2010 ước tính khoảng 138169 người.